# 沙罗讷
沙罗讷（法語：Charonne，法語發音：[ʃaʁɔn] ⓘ）是法国原塞纳省的一个旧市镇，是今巴黎同名街区沙罗讷的前身。1859年，《巴黎边界扩大法令》颁布，市镇沙罗讷被撤销，其大部分领土划入巴黎，成为巴黎二十区的一部分，其余少量领土划入巴尼奥莱和蒙特勒伊，次年生效。

## 地理
沙罗讷（48°51'9.01"N, 2°24'11.49"E）位于今法国法蘭西島大區巴黎市第二十区及塞纳-圣但尼省巴尼奥莱和蒙特勒伊，原属于塞纳省。
与沙罗讷接壤的市镇（或旧市镇、城区）包括：贝尔维尔、巴尼奥莱、蒙特勒伊、圣芒代、原巴黎第八区、巴黎。
沙罗讷的时区为UTC+01:00、UTC+02:00（夏令时）。

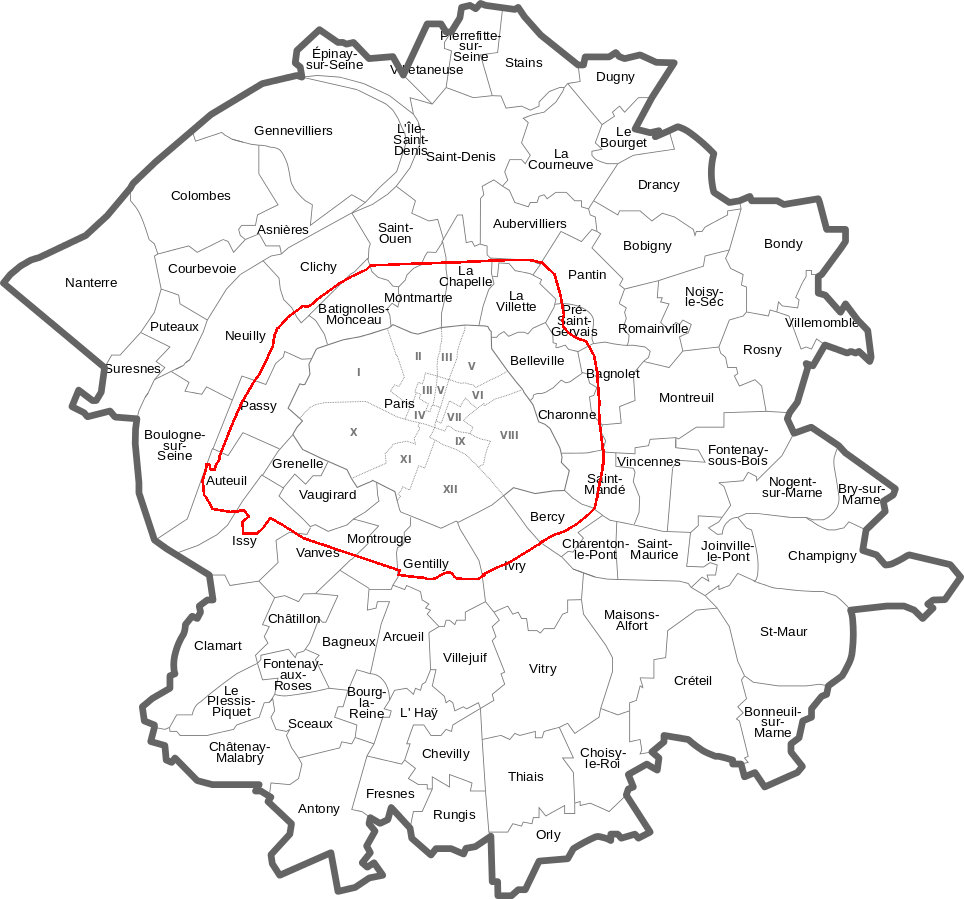
沙罗讷在原塞纳省的位置，红线为1860年扩大后的巴黎边界，沙罗讷被该红线分割

## 人口
沙罗讷于1856年时的人口数量为12110人。